# Quatrième circonscription du Finistère
La quatrième circonscription du Finistère est l'une des huit circonscriptions législatives françaises que compte le département du Finistère.

## La circonscription de 1958 à 1986

### Description géographique
Dans le découpage électoral de 1958, la quatrième circonscription du Finistère était composée des cantons suivants :
- Canton d'Huelgoat
- Canton de Lanmeur
- Canton de Morlaix
- Canton de Plouigneau
- Canton de Saint-Pol-de-Léon
- Canton de Taulé.

### Historique des députations
| Législature | Début de mandat | Fin de mandat  | Député                  | Parti politique | Observations |
| ----------- | --------------- | -------------- | ----------------------- | --------------- | --- |
| Ire         | 9 décembre 1958 | 9 octobre 1962 | Jean Le Duc             | CNIP            | Mandat écourté à la suite d'une dissolution parlementaire décidée par Charles de Gaulle.                                                                       |
| IIe         | 6 décembre 1962 | 2 avril 1967   | François Tanguy-Prigent | PSU             | |
| IIIe        | 3 avril 1967    | 30 mai 1968    | Roger Prat              | SFIO            | Mandat écourté à la suite d'une dissolution parlementaire décidée par Charles de Gaulle.                                                                       |
| IVe         | 11 juillet 1968 | 1er avril 1973 | Pierre Lelong           | UDR             | |
| Ve          | 2 avril 1973    | 2 avril 1978   | Pierre Lelong           | UDR             | Remplacé par Jean-Claude Rohel à partir du 9 juillet 1974 à la suite de sa nomination au gouvernement.                                                         |
| VIe         | 3 avril 1978    | 22 mai 1981    | Marie Jacq              | PS              | Mandat écourté à la suite d'une dissolution parlementaire décidée par François Mitterrand.                                                                     |
| VIIe        | 2 juillet 1981  | 1er avril 1986 | Marie Jacq              | PS              | |
| VIIIe       | 2 avril 1986    | 14 mai 1988    | Aucun                   | Aucun           | Proportionnelle par département, pas de député par circonscription. Mandat écourté à la suite d'une dissolution parlementaire décidée par François Mitterrand. |

### Historique des élections

#### Élections de 1958
| Candidat                      | Candidat                | Parti          | Premier tour | Premier tour | Second tour | Second tour |  |
| Candidat                      | Candidat                | Parti          | Voix         | %            | Voix        | %           |  |
| ----------------------------- | ----------------------- | -------------- | ------------ | ------------ | ----------- | ----------- |  |
|                               | François Tanguy-Prigent | SFIO           | 13 720       | 29,35        | 22 540      | 48,39       |  |
|                               | Jean Le Duc élu         | CNIP           | 13 669       | 29,24        | 24 037      | 51,61       |  |
|                               | François Prigent        | MRP            | 12 312       | 26,34        | Retrait     | Retrait     |  |
|                               | Alphonse Penven         | PCF            | 7 043        | 15,07        | Retrait     | Retrait     |  |
|                               |                         |                |              |              |             |             |  |
| Inscrits                      | Inscrits                | Inscrits       | 58 440       | 100,00       | 58 510      | 100,00      |  |
| Abstentions                   | Abstentions             | Abstentions    | 11 300       | 19,34        | 11 379      | 19,45       |  |
| Votants                       | Votants                 | Votants        | 47 140       | 80,66        | 47 131      | 80,55       |  |
| Blancs et nuls                | Blancs et nuls          | Blancs et nuls | 396          | 0,84         | 554         | 1,18        |  |
| Exprimés                      | Exprimés                | Exprimés       | 46 744       | 99,16        | 46 577      | 98,82       |  |
| Source : Data.gouv et CEVIPOF |                         |                |              |              |             |             |  |

Le suppléant de Jean Le Duc était Maitre Le Brun, adjoint au maire de Morlaix.

#### Élections de 1962
| Candidat                      | Candidat                    | Parti          | Premier tour | Premier tour | Second tour | Second tour |  |
| Candidat                      | Candidat                    | Parti          | Voix         | %            | Voix        | %           |  |
| ----------------------------- | --------------------------- | -------------- | ------------ | ------------ | ----------- | ----------- |  |
|                               | François Tanguy-Prigent élu | PSU            | 10 296       | 25,49        | 23 458      | 52,32       |  |
|                               | Jean Le Duc sortant         | CNIP           | 8 483        | 21           | 21 381      | 47,68       |  |
|                               | François Prigent            | MRP            | 7 595        | 18,8         | Retrait     | Retrait     |  |
|                               | Alphonse Penven             | PCF            | 6 391        | 15,82        | Retrait     | Retrait     |  |
|                               | Bernard Guillou             | UNR-UDT        | 5 590        | 13,84        | Retrait     | Retrait     |  |
|                               | Yves Le Louz                | Modérés        | 1 118        | 2,77         |             |             |  |
|                               | Robert Arnault              | SFIO           | 924          | 2,29         |             |             |  |
|                               |                             |                |              |              |             |             |  |
| Inscrits                      | Inscrits                    | Inscrits       | 57 246       | 100,00       | 57 243      | 100,00      |  |
| Abstentions                   | Abstentions                 | Abstentions    | 16 424       | 28,69        | 11 731      | 20,49       |  |
| Votants                       | Votants                     | Votants        | 40 822       | 71,31        | 45 512      | 79,51       |  |
| Blancs et nuls                | Blancs et nuls              | Blancs et nuls | 425          | 1,04         | 673         | 1,48        |  |
| Exprimés                      | Exprimés                    | Exprimés       | 40 397       | 98,96        | 44 839      | 98,52       |  |
| Source : Data.gouv et CEVIPOF |                             |                |              |              |             |             |  |

Le suppléant de François Tanguy-Prigent était André Jaouen, Inspecteur principal des PTT.

#### Élections de 1967
| Candidat                      | Candidat        | Parti          | Premier tour | Premier tour | Second tour | Second tour |  |
| Candidat                      | Candidat        | Parti          | Voix         | %            | Voix        | %           |  |
| ----------------------------- | --------------- | -------------- | ------------ | ------------ | ----------- | ----------- |  |
|                               | Pierre Lelong   | UD-Ve          | 17 301       | 37,3         | 23 249      | 49,95       |  |
|                               | Roger Prat élu  | PSU            | 12 377       | 26,69        | 23 298      | 50,05       |  |
|                               | Alphonse Penven | PCF            | 9 045        | 19,5         | Retrait     | Retrait     |  |
|                               | André Colin     | CD (PDM)       | 7 658        | 16,51        | Retrait     | Retrait     |  |
|                               |                 |                |              |              |             |             |  |
| Inscrits                      | Inscrits        | Inscrits       | 55 588       | 100,00       | 55 583      | 100,00      |  |
| Abstentions                   | Abstentions     | Abstentions    | 8 748        | 15,74        | 8 329       | 14,98       |  |
| Votants                       | Votants         | Votants        | 46 840       | 84,26        | 47 254      | 85,02       |  |
| Blancs et nuls                | Blancs et nuls  | Blancs et nuls | 459          | 0,98         | 707         | 1,5         |  |
| Exprimés                      | Exprimés        | Exprimés       | 46 381       | 99,02        | 46 547      | 98,5        |  |
| Source : Data.gouv et CEVIPOF |                 |                |              |              |             |             |  |

Le suppléant de Roger Prat était Jean Muzellec, inspecteur PTT, de Santec.

#### Élections de 1968
| Candidat                      | Candidat           | Parti          | Premier tour | Premier tour | Second tour | Second tour |  |
| Candidat                      | Candidat           | Parti          | Voix         | %            | Voix        | %           |  |
| ----------------------------- | ------------------ | -------------- | ------------ | ------------ | ----------- | ----------- |  |
|                               | Pierre Lelong élu  | UDR (URP)      | 21 002       | 44,93        | 25 046      | 53,23       |  |
|                               | Roger Prat sortant | PSU (FGDS)     | 13 373       | 28,61        | 22 003      | 46,76       |  |
|                               | Alphonse Penven    | PCF            | 7 768        | 16,62        | Retrait     | Retrait     |  |
|                               | Eugène Bérest      | CD (PDM)       | 4 599        | 9,84         |             |             |  |
|                               |                    |                |              |              |             |             |  |
| Inscrits                      | Inscrits           | Inscrits       | 55 067       | 100,00       | 55 055      | 100,00      |  |
| Abstentions                   | Abstentions        | Abstentions    | 8 071        | 14,66        | 7 520       | 13,66       |  |
| Votants                       | Votants            | Votants        | 46 996       | 85,34        | 47 535      | 86,34       |  |
| Blancs et nuls                | Blancs et nuls     | Blancs et nuls | 254          | 0,54         | 486         | 1,02        |  |
| Exprimés                      | Exprimés           | Exprimés       | 46 742       | 99,46        | 47 049      | 98,98       |  |
| Source : Data.gouv et CEVIPOF |                    |                |              |              |             |             |  |

Le suppléant de Pierre Lelong était Jean Le Duc, ancien député.

#### Élections de 1973
| Candidat           | Candidat                    | Parti          | Premier tour | Premier tour | Second tour | Second tour |  |
| Candidat           | Candidat                    | Parti          | Voix         | %            | Voix        | %           |  |
| ------------------ | --------------------------- | -------------- | ------------ | ------------ | ----------- | ----------- |  |
|                    | Pierre Lelong sortant réélu | UDR (URP)      | 19 707       | 41,43        | 24 585      | 50,15       |  |
|                    | Marie Jacq                  | PS (UGSD)      | 11 112       | 23,36        | 24 441      | 49,85       |  |
|                    | Alphonse Penven             | PCF            | 7 968        | 16,75        | Retrait     | Retrait     |  |
|                    | Roger Prat                  | PSU            | 5 381        | 11,31        |             |             |  |
|                    | Léon Kerlo                  | MR             | 2 783        | 5,85         |             |             |  |
|                    | Louis-Yves Nicol            | SAV            | 611          | 1,29         |             |             |  |
|                    |                             |                |              |              |             |             |  |
| Inscrits           | Inscrits                    | Inscrits       | 56 922       | 100,00       | 56 917      | 100,00      |  |
| Abstentions        | Abstentions                 | Abstentions    | 8 904        | 15,64        | 7 367       | 12,94       |  |
| Votants            | Votants                     | Votants        | 48 018       | 84,36        | 49 550      | 87,06       |  |
| Blancs et nuls     | Blancs et nuls              | Blancs et nuls | 456          | 0,95         | 524         | 1,06        |  |
| Exprimés           | Exprimés                    | Exprimés       | 47 562       | 99,05        | 49 026      | 98,94       |  |
| Source : Data.gouv |                             |                |              |              |             |             |  |

Le suppléant de Pierre Lelong était Jean-Claude Rohel, RI, conseiller municipal de Plouénan. Jean-Claude Rohel remplaça Pierre Lelong, nommé membre du gouvernement, du 9 juillet 1974 au 2 avril 1978.

#### Élections de 1978
| Candidat                                                | Candidat                  | Parti          | Premier tour | Premier tour | Second tour | Second tour |  |
| Candidat                                                | Candidat                  | Parti          | Voix         | %            | Voix        | %           |  |
| ------------------------------------------------------- | ------------------------- | -------------- | ------------ | ------------ | ----------- | ----------- |  |
|                                                         | Marie Jacq élue           | PS             | 14 851       | 27,85        | 27 873      | 50,46       |  |
|                                                         | Jean-Claude Rohel sortant | UDF (PR)       | 14 611       | 27,40        | 27 362      | 49,54       |  |
|                                                         | Jean Mazéas               | RPR            | 10 695       | 20,06        | Retrait     | Retrait     |  |
|                                                         | Alain David               | PCF            | 9 185        | 17,23        | Retrait     | Retrait     |  |
|                                                         | François de Beaulieu      | Écologie 78    | 1 483        | 2,78         |             |             |  |
|                                                         | Michel Marzin             | PSU (FAB)      | 1 090        | 2,04         |             |             |  |
|                                                         | Claude Le Luc             | UDB            | 749          | 1,40         |             |             |  |
|                                                         | Jean-Louis Ajzenberg      | LO             | 374          | 0,70         |             |             |  |
|                                                         | Milio Corre               | UOPDP          | 252          | 0,47         |             |             |  |
|                                                         | Laurent Jules             | FN             | 25           | 0,04         |             |             |  |
|                                                         |                           |                |              |              |             |             |  |
| Inscrits                                                | Inscrits                  | Inscrits       | 62 523       | 100,00       | 62 509      | 100,00      |  |
| Abstentions                                             | Abstentions               | Abstentions    | 8 720        | 13,95        | 6 770       | 10,83       |  |
| Votants                                                 | Votants                   | Votants        | 53 803       | 86,05        | 55 739      | 89,17       |  |
| Blancs et nuls                                          | Blancs et nuls            | Blancs et nuls | 488          | 0,91         | 504         | 0,9         |  |
| Exprimés                                                | Exprimés                  | Exprimés       | 53 315       | 99,09        | 55 235      | 99,1        |  |
| Source : Data.gouv et Sud Ouest du 21 mars 1978, page 6 |                           |                |              |              |             |             |  |

Le suppléant de Marie Jacq était Pierre Barbier, professeur, maire de Plourin-lès-Morlaix.

#### Élections de 1981
| Candidat       | Candidat                 | Parti          | Premier tour | Premier tour | Second tour | Second tour |  |
| Candidat       | Candidat                 | Parti          | Voix         | %            | Voix        | %           |  |
| -------------- | ------------------------ | -------------- | ------------ | ------------ | ----------- | ----------- |  |
|                | Marie Jacq sortant réélu | PS             | 22 204       | 45,84        | 30 458      | 60,02       |  |
|                | Jean-Claude Rohel        | UDF (PR)       | 19 272       | 39,79        | 20 285      | 39,98       |  |
|                | Alain David              | PCF            | 5 764        | 11,90        |             |             |  |
|                | Michel Marzin            | PSU            | 1 199        | 2,48         |             |             |  |
|                |                          |                |              |              |             |             |  |
| Inscrits       | Inscrits                 | Inscrits       | 63 691       | 100,00       | 63 689      | 100,00      |  |
| Abstentions    | Abstentions              | Abstentions    | 14 820       | 23,27        | 12 476      | 19,59       |  |
| Votants        | Votants                  | Votants        | 48 871       | 76,73        | 51 213      | 80,41       |  |
| Blancs et nuls | Blancs et nuls           | Blancs et nuls | 432          | 0,88         | 470         | 0,92        |  |
| Exprimés       | Exprimés                 | Exprimés       | 48 439       | 99,12        | 50 743      | 99,08       |  |

Le suppléant de Marie Jacq était Pierre Barbier.

## La circonscription depuis 1986

### Description géographique et démographique
Dans le découpage électoral de la loi no 86-1197 du 24 novembre 1986
, la circonscription regroupe les cantons suivants :
- Canton de Lanmeur
- Canton de Morlaix
- Canton de Ploudiry
- Canton de Plouigneau
- Canton de Plouzévédé
- Canton de Saint-Pol-de-Léon
- Canton de Saint-Thégonnec
- Canton de Sizun
- Canton de Taulé.

D'après le recensement général de la population en 1999, réalisé par l'Institut national de la statistique et des études économiques, la population totale de cette circonscription est estimée à 100 604 habitants,.
Le découpage de la circonscription n'a pas été modifié par le redécoupage des circonscriptions législatives françaises de 2010.

### Historique des députations
| Législature | Début de mandat | Fin de mandat  | Député                     | Parti politique | Observations |
| ----------- | --------------- | -------------- | -------------------------- | --------------- | --- |
| IXe         | 23 juin 1988    | 1er avril 1993 | Marie Jacq                 | PS              | |
| Xe          | 2 avril 1993    | 21 avril 1997  | Arnaud Cazin d'Honincthun, | UDF,            | Mandat écourté à la suite d'une dissolution parlementaire décidée par Jacques Chirac. |
| XIe         | 12 juin 1997    | 18 juin 2002   | Marylise Lebranchu,        | PS,             | Remplacée par Yvon Abiven à partir du 5 juillet 1997 à la suite de sa nomination au gouvernement. |
| XIIe        | 19 juin 2002    | 19 juin 2007   | Marylise Lebranchu,        | PS,             | |
| XIIIe       | 20 juin 2007    | 16 juin 2012   | Marylise Lebranchu         | PS              | Yvon Abiven lui succède du 17 au 19 juin 2012, après sa nomination dans le gouvernement Ayrault I. |
| XIVe        | 20 juin 2012    | 20 juin 2017   | Marylise Lebranchu         | PS              | Remplacée par Gwenegan Bui à partir du 20 juillet 2012 à la suite de sa nomination au gouvernement, elle revient à l'assemblée à partir du 12 mars 2016, date à laquelle elle quitte le gouvernement. |
| XVe         | 21 juin 2017    | 21 juin 2022   | Sandrine Le Feur           | LREM            | |
| XVIe        | 22 juin 2022    | 9 juin 2024    | Sandrine Le Feur           | LREM-Ensemble   | Mandat écourté à la suite d'une dissolution parlementaire décidée par Emmanuel Macron. |

## Historique des élections

### Élections de 1988
| Candidat       | Candidat                   | Parti          | Premier tour | Premier tour | Second tour | Second tour |  |
| Candidat       | Candidat                   | Parti          | Voix         | %            | Voix        | %           |  |
| -------------- | -------------------------- | -------------- | ------------ | ------------ | ----------- | ----------- |  |
|                | Marie Jacq sortante réélue | PS             | 26 198       | 47,94        | 32 067      | 53,83       |  |
|                | Michel Morvan              | UDF (PR) (URC) | 22 962       | 42,01        | 27 506      | 46,17       |  |
|                | Alain David                | PCF            | 3 459        | 6,33         |             |             |  |
|                | Olivier Morize             | FN             | 2 033        | 3,72         |             |             |  |
|                |                            |                |              |              |             |             |  |
| Inscrits       | Inscrits                   | Inscrits       | 78 400       | 100,00       | 78 390      | 100,00      |  |
| Abstentions    | Abstentions                | Abstentions    | 22 996       | 29,33        | 18 107      | 23,1        |  |
| Votants        | Votants                    | Votants        | 55 404       | 70,67        | 60 283      | 76,9        |  |
| Blancs et nuls | Blancs et nuls             | Blancs et nuls | 752          | 1,36         | 710         | 1,18        |  |
| Exprimés       | Exprimés                   | Exprimés       | 54 652       | 98,64        | 59 573      | 98,82       |  |

Le suppléant de Marie Jacq était Robert Moreau, biochimiste, délégué médical, conseiller général du canton de Plouigneau.

### Élections de 1993
|                               | Arnaud Cazin d'Honincthun élu | UDF (CDS)      | 24 127 | 45,94  | 28 555 | 52,99  |  |  |  |  |  |
|                               | Marylise Lebranchu            | PS (ADFP)      | 15 311 | 29,15  | 25 342 | 47,01  |  |  |  |  |  |
|                               | Pierre-Jean Le Morvan         | GÉ (EÉ)        | 3 919  | 7,46   |        |        |  |  |  |  |  |
|                               | Claude Carmier                | FN             | 3 343  | 6,36   |        |        |  |  |  |  |  |
|                               | Alain David                   | PCF            | 3 181  | 6,05   |        |        |  |  |  |  |  |
|                               | Catherine Hucet               | PLN            | 1 776  | 3,38   |        |        |  |  |  |  |  |
|                               | Gilbert Pleyber               | LCR            | 855    | 1,62   |        |        |  |  |  |  |  |
|                               |                               |                |        |        |        |        |  |  |  |  |  |
| Inscrits                      | Inscrits                      | Inscrits       | 77 648 | 100,00 | 77 634 | 100,00 |  |  |  |  |  |
| Abstentions                   | Abstentions                   | Abstentions    | 22 336 | 28,77  | 21 190 | 27,29  |  |  |  |  |  |
| Votants                       | Votants                       | Votants        | 55 312 | 71,23  | 56 444 | 72,71  |  |  |  |  |  |
| Blancs et nuls                | Blancs et nuls                | Blancs et nuls | 2 800  | 5,06   | 2 547  | 4,51   |  |  |  |  |  |
| Exprimés                      | Exprimés                      | Exprimés       | 52 512 | 94,94  | 53 897 | 95,49  |  |  |  |  |  |
| Source : Data.gouv et CEVIPOF |                               |                |        |        |        |        |  |  |  |  |  |

Le suppléant d'Arnaud Cazin d'Honincthun était Adrien Kervella, chef d'entreprise, conseiller général, maire RPR de Saint-Pol-de-Léon.

### Élections de 1997
| Candidat                      | Candidat                          | Parti          | Premier tour | Premier tour | Second tour | Second tour |  |
| Candidat                      | Candidat                          | Parti          | Voix         | %            | Voix        | %           |  |
| ----------------------------- | --------------------------------- | -------------- | ------------ | ------------ | ----------- | ----------- |  |
|                               | Arnaud Cazin d'Honincthun sortant | UDF (FD)       | 19 778       | 37,9         | 27 004      | 47,35       |  |
|                               | Marylise Lebranchu élu            | PS             | 18 540       | 35,53        | 30 022      | 52,65       |  |
|                               | Alain David                       | PCF            | 4 098        | 7,85         |             |             |  |
|                               | Charles Tronyo                    | FN             | 3 351        | 6,42         |             |             |  |
|                               | Martine Frère                     | Les Verts (EÉ) | 2 740        | 5,25         |             |             |  |
|                               | Monique Cherrier                  | GÉ             | 1 484        | 2,84         |             |             |  |
|                               | Roland Bonnefous                  | MPF (LDI)      | 1 144        | 2,19         |             |             |  |
|                               | Pierre Folgalvez                  | UDB            | 1 045        | 2,00         |             |             |  |
|                               |                                   |                |              |              |             |             |  |
| Inscrits                      | Inscrits                          | Inscrits       | 76 130       | 100,00       | 76 118      | 100,00      |  |
| Abstentions                   | Abstentions                       | Abstentions    | 21 632       | 28,41        | 17 106      | 22,47       |  |
| Votants                       | Votants                           | Votants        | 54 498       | 71,59        | 59 012      | 77,53       |  |
| Blancs et nuls                | Blancs et nuls                    | Blancs et nuls | 2 318        | 4,25         | 1 986       | 3,37        |  |
| Exprimés                      | Exprimés                          | Exprimés       | 52 180       | 95,75        | 57 026      | 96,63       |  |
| Source : Data.gouv et CEVIPOF |                                   |                |              |              |             |             |  |

Le suppléant de Marylise Lebranchu était Yvon Abiven, enseignant, conseiller général, maire de Saint-Thégonnec. Yvon Abiven remplaça Marylise Lebranchu, nommée membre du Gouvernement, du 5 juillet 197 au 18 juin 2002.

### Élections de 2002
| Candidat       | Candidat                           | Parti          | Premier tour | Premier tour | Second tour | Second tour |  |
| Candidat       | Candidat                           | Parti          | Voix         | %            | Voix        | %           |  |
| -------------- | ---------------------------------- | -------------- | ------------ | ------------ | ----------- | ----------- |  |
|                | Marylise Lebranchu sortante réélue | PS             | 23 393       | 43,63        | 28 877      | 52,92       |  |
|                | Gilles Caroff                      | UMP            | 21 618       | 40,32        | 25 690      | 47,08       |  |
|                | Michel Le Saint                    | Les Verts      | 2 018        | 3,76         |             |             |  |
|                | Anne Storez                        | FN             | 2 000        | 3,73         |             |             |  |
|                | Robert Doré                        | PCF            | 1 088        | 2,03         |             |             |  |
|                | Alice Roudaut                      | LO             | 688          | 1,28         |             |             |  |
|                | Fatiha Gouicem-Folgalvez           | UDB            | 593          | 1,11         |             |             |  |
|                | Patrick Rassin                     | CPNT           | 540          | 1,01         |             |             |  |
|                | Guillaume de Lannurien             | MPF            | 480          | 0,9          |             |             |  |
|                | Arnaud Hell                        | Extrême gauche | 409          | 0,76         |             |             |  |
|                | Agnès Belbéoc'h                    | Régionaliste   | 322          | 0,6          |             |             |  |
|                | Annie Morize                       | MNR            | 247          | 0,46         |             |             |  |
|                | Stéphane Métayer                   | GÉ             | 215          | 0,4          |             |             |  |
|                |                                    |                |              |              |             |             |  |
| Inscrits       | Inscrits                           | Inscrits       | 78 593       | 100,00       | 78 572      | 100,00      |  |
| Abstentions    | Abstentions                        | Abstentions    | 24 144       | 30,72        | 22 903      | 29,15       |  |
| Votants        | Votants                            | Votants        | 54 449       | 69,28        | 55 669      | 70,85       |  |
| Blancs et nuls | Blancs et nuls                     | Blancs et nuls | 838          | 1,54         | 1 102       | 1,98        |  |
| Exprimés       | Exprimés                           | Exprimés       | 53 611       | 98,46        | 54 567      | 98,02       |  |

Le suppléant de Marylise Lebranchu était Yvon Abiven.

### Élections de 2007
| Candidat       | Candidat                           | Parti           | Premier tour | Premier tour | Second tour | Second tour |  |
| Candidat       | Candidat                           | Parti           | Voix         | %            | Voix        | %           |  |
| -------------- | ---------------------------------- | --------------- | ------------ | ------------ | ----------- | ----------- |  |
|                | Marylise Lebranchu sortante réélue | PS              | 21 494       | 40,16        | 29 833      | 54,38       |  |
|                | Gilles Caroff                      | UMP             | 19 428       | 36,3         | 25 023      | 45,62       |  |
|                | Jocelyn Joncour                    | UDF–MoDem       | 5 021        | 9,38         |             |             |  |
|                | Christine Prigent-Guiziou          | UDB (Les Verts) | 2 059        | 3,85         |             |             |  |
|                | Anne- Marie Gentric                | LCR             | 1 373        | 2,57         |             |             |  |
|                | François Bourven                   | PCF             | 1 220        | 2,28         |             |             |  |
|                | Francine Remacle                   | FN              | 932          | 1,74         |             |             |  |
|                | Stéphane Métayer                   | GÉ              | 585          | 1,09         |             |             |  |
|                | Yvon Rogard                        | MPF             | 564          | 1,05         |             |             |  |
|                | Alice Roudaut                      | LO              | 453          | 0,85         |             |             |  |
|                | Jean-Hugues Plougonven             | Divers          | 388          | 0,73         |             |             |  |
|                |                                    |                 |              |              |             |             |  |
| Inscrits       | Inscrits                           | Inscrits        | 82 373       | 100,00       | 82 375      | 100,00      |  |
| Abstentions    | Abstentions                        | Abstentions     | 28 111       | 34,13        | 26 176      | 31,78       |  |
| Votants        | Votants                            | Votants         | 54 262       | 65,87        | 56 199      | 68,22       |  |
| Blancs et nuls | Blancs et nuls                     | Blancs et nuls  | 745          | 1,37         | 1 343       | 2,39        |  |
| Exprimés       | Exprimés                           | Exprimés        | 53 517       | 98,63        | 54 856      | 97,61       |  |

Le suppléant de Marylise Lebranchu était Yvon Abiven.

### Élections de 2012
| Candidat       | Candidat                           | Parti                    | Premier tour | Premier tour | Second tour | Second tour |  |
| Candidat       | Candidat                           | Parti                    | Voix         | %            | Voix        | %           |  |
| -------------- | ---------------------------------- | ------------------------ | ------------ | ------------ | ----------- | ----------- |  |
|                | Marylise Lebranchu sortante réélue | PS                       | 24 900       | 48,21        | 30 376      | 61,11       |  |
|                | Agnès Le Brun                      | UMP                      | 16 830       | 32,59        | 19 328      | 38,89       |  |
|                | Ismaël Dupont                      | PCF (FG) (Divers gauche) | 2 956        | 5,72         |             |             |  |
|                | Francine Remacle                   | FN (RBM)                 | 2 614        | 5,06         |             |             |  |
|                | Dominique Guizien                  | EÉLV                     | 2 305        | 4,46         |             |             |  |
|                | Carole Guillerm                    | MoDem (CpF)              | 1 332        | 2,58         |             |             |  |
|                | Yann Vallerie                      | JB                       | 301          | 0,58         |             |             |  |
|                | Patricia Blosse                    | LO                       | 268          | 0,52         |             |             |  |
|                | René Delande                       | Divers                   | 133          | 0,26         |             |             |  |
|                | Jean-Paul Yves Le Goff             | RIC                      | 8            | 0,02         |             |             |  |
|                |                                    |                          |              |              |             |             |  |
| Inscrits       | Inscrits                           | Inscrits                 | 82 128       | 100,00       | 82 120      | 100,00      |  |
| Abstentions    | Abstentions                        | Abstentions              | 29 934       | 36,45        | 31 199      | 37,99       |  |
| Votants        | Votants                            | Votants                  | 52 194       | 63,55        | 50 921      | 62,01       |  |
| Blancs et nuls | Blancs et nuls                     | Blancs et nuls           | 547          | 1,05         | 1 217       | 2,39        |  |
| Exprimés       | Exprimés                           | Exprimés                 | 51 647       | 98,95        | 49 704      | 97,61       |  |

Le suppléant de Marylise Lebranchu était Gwenegan Bui, Vice-Président du Conseil régional de Bretagne, conseiller municipal de Morlaix. Gwenegan Bui remplaça Marylise Lebranchu, nommée membre du gouvernement, du 22 juillet 2012 au 11 mars 2016.

### Élections de 2017
|                                                                            | |                           |                           |                          |                          |
|                                                                            | | Premier tour 11 juin 2017 | Premier tour 11 juin 2017 | Second tour 18 juin 2017 | Second tour 18 juin 2017 |
|                                                                            | |                           |                           |                          |                          |
|                                                                            | | Nombre                    | % des inscrits            | Nombre                   | % des inscrits           |
| Inscrits                                                                   | Inscrits | 82 156                    | 100,00                    | 82 153                   | 100,00                   |
| Abstentions                                                                | Abstentions | 34 633                    | 42,16                     | 41 089                   | 50,02                    |
| Votants                                                                    | Votants | 47 523                    | 57,84                     | 41 064                   | 49,98                    |
|                                                                            | |                           | % des votants             |                          | % des votants            |
| Bulletins blancs                                                           | Bulletins blancs | 537                       | 1,13                      | 3 505                    | 8,54                     |
| Bulletins nuls                                                             | Bulletins nuls | 232                       | 0,49                      | 1 118                    | 2,72                     |
| Suffrages exprimés                                                         | Suffrages exprimés | 46 754                    | 98,38                     | 36 441                   | 88,74                    |
|                                                                            | |                           |                           |                          |                          |
| Candidat Étiquette politique (partis et alliances)                         | Candidat Étiquette politique (partis et alliances)                                                                                         | Voix                      | % des exprimés            | Voix                     | % des exprimés           |
|                                                                            | |                           |                           |                          |                          |
|                                                                            | Sandrine Le Feur La République en marche                                                                                                   | 14 143                    | 30,25                     | 19 001                   | 52,14                    |
|                                                                            | Maël de Calan Les Républicains (Union des démocrates et indépendants)                                                                      | 13 332                    | 28,52                     | 17 440                   | 47,86                    |
|                                                                            | Julien Kerguillec La France insoumise | 5 970                     | 12,77                     |                          |                          |
|                                                                            | Gwenegan Bui Parti socialiste | 5 727                     | 12,25                     |                          |                          |
|                                                                            | Édith Roussel Front national | 2 329                     | 4,98                      |                          |                          |
|                                                                            | Christine Prigent Europe Écologie Les Verts                                                                                                | 1 649                     | 3,53                      |                          |                          |
|                                                                            | Ismaël Dupont Parti communiste français | 1 254                     | 2,68                      |                          |                          |
|                                                                            | Corinne Nicole Régionaliste (Oui la Bretagne - Mouvement Bretagne et progrès)                                                              | 760                       | 1,63                      |                          |                          |
|                                                                            | Florian Le Saux Debout la France | 569                       | 1,22                      |                          |                          |
|                                                                            | Patricia Blosse Lutte ouvrière | 294                       | 0,63                      |                          |                          |
|                                                                            | Serge Bougot Régionaliste (Mouvement 100 % - Parti breton - Parti fédéraliste européen - En avant Bretagne -Alliance fédéraliste bretonne) | 273                       | 0,58                      |                          |                          |
|                                                                            | Anne Chorlay Divers (Parti du vote blanc)                                                                                                  | 231                       | 0,49                      |                          |                          |
|                                                                            | Virginie Grall Divers (Union populaire républicaine)                                                                                       | 218                       | 0,47                      |                          |                          |
|                                                                            | Jean-Paul Yves Le Goff Divers droite (Rassemblement pour l'initiative citoyenne)                                                           | 4                         | 0,01                      |                          |                          |
|                                                                            | Virginie Luret Divers droite (Parti chrétien-démocrate)                                                                                    | 1                         | 0,00                      |                          |                          |
| Source : Ministère de l'Intérieur - Quatrième circonscription du Finistère | |                           |                           |                          |                          |

Le suppléant de Sandrine Le Feur était Franck Deveaux, chef d'entreprise, de Cléder.

### Élections de 2022
| Résultats des élections législatives des 12 et 19 juin 2022 de la 4e circonscription du Finistère |                                                                               |                           |                           |                          |                          |
|                                                                                                   |                                                                               | Premier tour 12 juin 2022 | Premier tour 12 juin 2022 | Second tour 19 juin 2022 | Second tour 19 juin 2022 |
|                                                                                                   |                                                                               |                           |                           |                          |                          |
|                                                                                                   |                                                                               | Nombre                    | % des inscrits            | Nombre                   | % des inscrits           |
| Inscrits                                                                                          | Inscrits                                                                      | 84 015                    | 100                       | 84 023                   | 100                      |
| Abstentions                                                                                       | Abstentions                                                                   | 39 130                    | 46,58                     | 39 416                   | 46,91                    |
| Votants                                                                                           | Votants                                                                       | 44 885                    | 53,42                     | 44 607                   | 53,09                    |
|                                                                                                   |                                                                               |                           | % des votants             |                          | % des votants            |
| Bulletins blancs                                                                                  | Bulletins blancs                                                              | 682                       | 1,52                      | 1 797                    | 4,03                     |
| Bulletins nuls                                                                                    | Bulletins nuls                                                                | 229                       | 0,51                      | 769                      | 1,72                     |
| Suffrages exprimés                                                                                | Suffrages exprimés                                                            | 43 974                    | 97,97                     | 42 041                   | 94,25                    |
|                                                                                                   |                                                                               |                           |                           |                          |                          |
| Candidat Étiquette politique (partis et alliances)                                                | Candidat Étiquette politique (partis et alliances)                            | Voix                      | % des exprimés            | Voix                     | % des exprimés           |
|                                                                                                   |                                                                               |                           |                           |                          |                          |
|                                                                                                   | Sandrine Le Feur Ensemble                                                     | 15 295                    | 34,78                     | 22 872                   | 54,40                    |
|                                                                                                   | Sylvaine Vulpiani Nouvelle Union populaire écologique et sociale-Génération.s | 13 625                    | 30,98                     | 19 169                   | 45,60                    |
|                                                                                                   | Tony Bihouée Rassemblement national                                           | 5 181                     | 11,78                     |                          |                          |
|                                                                                                   | Marie-Claire Hénaff Les Républicains                                          | 5 078                     | 11,55                     |                          |                          |
|                                                                                                   | Jérôme Bergami Reconquête                                                     | 1 054                     | 2,40                      |                          |                          |
|                                                                                                   | Michel Beaupré Union démocratique bretonne                                    | 971                       | 2,21                      |                          |                          |
|                                                                                                   | Michel Payraud Divers centre                                                  | 908                       | 2,06                      |                          |                          |
|                                                                                                   | Jean-François Leménicier Parti animaliste                                     | 732                       | 1,66                      |                          |                          |
|                                                                                                   | Patricia Blosse Lutte ouvrière                                                | 623                       | 1,42                      |                          |                          |
|                                                                                                   | Monique Renou Debout la France !                                              | 474                       | 1,08                      |                          |                          |
|                                                                                                   | Guillaume Enfroy Parti Pirate                                                 | 33                        | 0,08                      |                          |                          |
| * Député sortant                                                                                  |                                                                               |                           |                           |                          |                          |

Le suppléant de Sandrine Le Feur etait Éric Grall, maire de l'Île de Batz.

#### Élections de 2024
| Résultats des élections législatives des 12 et 19 juin 2022 de la 4e circonscription du Finistère |                                                        |                           |                           |                            |                            |  |  |
|                                                                                                   |                                                        | Premier tour 30 juin 2024 | Premier tour 30 juin 2024 | Second tour 7 juillet 2024 | Second tour 7 juillet 2024 |  |  |
|                                                                                                   |                                                        |                           |                           |                            |                            |  |  |
|                                                                                                   |                                                        | Nombre                    | % des inscrits            | Nombre                     | % des inscrits             |  |  |
| Inscrits                                                                                          | Inscrits                                               | 84 364                    | 100                       | 84 363                     | 100                        |  |  |
| Abstentions                                                                                       | Abstentions                                            | 22 356                    | 26,50                     | 21 735                     | 25,76                      |  |  |
| Votants                                                                                           | Votants                                                | 62 008                    | 73,50                     | 62 628                     | 74,24                      |  |  |
|                                                                                                   |                                                        |                           | % des votants             |                            | % des votants              |  |  |
| Bulletins blancs                                                                                  | Bulletins blancs                                       | 963                       | 1,55                      | 1 257                      | 2,01                       |  |  |
| Bulletins nuls                                                                                    | Bulletins nuls                                         | 365                       | 0,59                      | 341                        | 0,54                       |  |  |
| Suffrages exprimés                                                                                | Suffrages exprimés                                     | 60 680                    | 97,86                     | 61 030                     | 97,45                      |  |  |
|                                                                                                   |                                                        |                           |                           |                            |                            |  |  |
| Candidat Étiquette politique (partis et alliances)                                                | Candidat Étiquette politique (partis et alliances)     | Voix                      | % des exprimés            | Voix                       | % des exprimés             |  |  |
|                                                                                                   |                                                        |                           |                           |                            |                            |  |  |
|                                                                                                   | Sandrine Le Feur Ensemble                              | 18 586                    | 30,63                     | 24 048                     | 39,40                      |  |  |
|                                                                                                   | Sylvaine Vulpiani Nouveau Front populaire-Génération.s | 18 765                    | 30,92                     | 20 490                     | 33,57                      |  |  |
|                                                                                                   | Tony Bihouée Rassemblement national                    | 15 690                    | 25,86                     | 16 492                     | 27,02                      |  |  |
|                                                                                                   | Agnès Le Brun Divers Droite                            | 6 697                     | 11,04                     |                            |                            |  |  |
|                                                                                                   | Patricia Blosse Lutte ouvrière                         | 942                       | 1,55                      |                            |                            |  |  |
| * Député sortant                                                                                  |                                                        |                           |                           |                            |                            |  |  |

Le suppléant de Sandrine Le Feur est Éric Grall, brasseur, maire Horizons de l'Île de Batz.

#### Département du Finistère
- La fiche de l'INSEE de cette circonscription : « Tableaux et Analyses de la quatrième circonscription du Finistère », sur insee.fr, site de l'Institut national de la statistique et des études économiques (consulté le 10 juin 2007) [PDF]

- « Tous les députés du département du Finistère depuis 1789 », sur assemblee-nationale.fr, site de l'Assemblée nationale française (consulté le 10 juin 2007)

- « Informations contentieuses sur le département du Finistère (Élections législatives de 2002) »(Archive.org • Wikiwix • Archive.is • Google • Que faire ?), sur conseil-constitutionnel.fr, site du Conseil constitutionnel (consulté le 13 juin 2007)

#### Circonscriptions en France
- « Carte des circonscriptions législatives en France », sur assemblee-nationale.fr, site de l'Assemblée nationale française (consulté le 10 juin 2007)

- « Résultats électoraux officiels en France »(Archive.org • Wikiwix • Archive.is • Google • Que faire ?), sur interieur.gouv.fr, site du ministère de l'Intérieur (France) (consulté le 13 juin 2007)

- Description et Atlas des circonscriptions électorales de France sur http://www.atlaspol.com, Atlaspol, site de cartographie géopolitique, consulté le 13 juin 2007.